# آنیشا اسداللهی
آنیشا اسداللهی یا مریم اسداللهی، مترجم، نویسنده، معلم، فعال کارگری و زندانی سیاسی اهل ایران است.

## پیشه و فعالیت‌ها
آنیشا اسداللهی، فارغ‌التحصیل دانشگاه خواجه نصیر است. او نویسنده، مترجم و فعال کارگری است. آثار وی در حوزه فمینیسم، حقوق زنان، حقوق کارگران و نقد سیستم سرمایه‌داری هستند. او همچنین به‌همراه همسرش، کیوان مهتدی، «کارفرمایان یونیفورم‌پوش» را ترجمه کرد.

## بازداشت‌ها
در روز جهانی کارگر سال ۱۳۹۸، در جریان تجمع اعتراضی کارگران و فعالان کارگری، آنیشا اسداللهی به‌همراه ده‌ها معترض دیگر در مقابل مجلس شورای اسلامی دستگیر، و به زندان زنان قرچک منتقل می‌شود. آنیشا اسداللهی پس از مدت کوتاهی به قید وثیقه از زندان آزاد شد؛ اما در تاریخ ۲۸ خرداد همان سال مجدداً دستگیر شد. خانوادهٔ وی در هفته‌های اول اطلاعی از وضعیت و محل نگهداری او نداشتند و بعداً مشخص شد برای ۴۰ روز در انفرادی محبوس بوده‌است و تحت فشار شدید برای اعتراف اجباری قرار داشته‌است. به‌گزارش اتحادیه آزاد کارگران ایران، آذر ماه سال ۱۳۹۸ که شعبه ۲۶ دادگاه انقلاب به ریاست قاضی افشاری، آنیشا اسداللهی را به یک سال حبس تعزیری و ۷۴ ضربه شلاق محکوم کرد. بر اساس این گزارش، شش ماه از حبس و ۷۴ ضربه شلاق برای او قابلیت اجرایی داشت. همچنین سه ماه از محکومیت اسداللهی به «دو ماه خدمت به جانبازان و رونویسی از کتاب تعیین شده توسط دادگاه» تبدیل شد که این نوع احکام با نام «مجازات‌های جایگزین» شناخته می‌شود. پس از حکم جایگزین، سه ماه باقی‌مانده از حکم او تعزیری و قابل اجرا بود. ۱۴ دی ۱۳۹۸ او پس از حضور در شعبه اجرای احکام بازداشت شد و جهت تحمل حبس به زندان اوین منتقل شد و نهایتاً سه‌شنبه ۱ بهمن ماه ۹۸، با پایان دوران محکومیت خود از زندان اوین آزاد شد. همچنین سندیکای کارگران شرکت واحد اتوبوسرانی تهران و حومه در اطلاعیه‌ای حکم اسداللهی را نپذیرفت و دادگاه را نمایشی خواند.

### بازداشت ۱۴۰۱
در تاریخ ۱۹ اردیبهشت ۱۴۰۱، آنیشا اسداللهی و همسرش کیوان مهتدی توسط مأموران امنیتی جمهوری اسلامی دستگیر می‌شوند. نهادهای امنیتی جمهوری اسلامی، اتهام آنها «همکاری با یک تیم خارجی» اعلام کردند؛ اتهامی که نظام جمهوری اسلامی برای سرکوب و صدور احکام قضایی بلندمدت علیه فعالان مدنی بارها از آن استفاده‌کرده‌است. در اطلاعیهٔ منسوب به وزارت اطلاعات جمهوری اسلامی، که ۲۵ اردیبهشت ۱۴۰۱ منشر شد، رضا شهابی و آنیشا اسداللهی به ارتباط با سسیل کولر، عضو فدراسیون آموزش و فرهنگ نیروی کار فرانسه و همسرش ژاک پارس متهم شدند که هر دو نفر با ویزای گردشگری به ایران آمده و هنگام خروج بازداشت شدند. و به همین بهانه مقام‌های امنیتی جمهوری اسلامی اتهام تلاش «برای براندازی نظام» را علیه این افراد مطرح کرده‌اند. قرارگاه سایبری عمار رضا شهابی و آنیشا اسداللهی را متهم کرد که قصد «تشکیل هسته ضد امنیتی با هدف تحریک کارگران، معلمان و مردم برای ایجاد آشوب» در کشور را داشته‌اند.

### بازداشت ۱۴۰۲
در تاریخ ۹ اردیبهشت ۱۴۰۲، در آستانه روز جهانی کارگر، نیروهای امنیتی جمهوری اسلامی آنیشا اسداللهی و چند فعال صنفی و کارگری را که به خانه محمد حبیبی رفته‌بودند، به شکل خشونت‌بار بازداشت و به زندان اوین منتقل کردند.در تاریخ ۲۵ اردیبهشت ۱۴۰۲، هرانا گزارش داد که دادگاه انقلاب تهران به ریاست قاضی ایمان افشاری، آنیشا اسداللهی را به اتهام «اجتماع و تبانی» علیه جمهوری اسلامی به پنج سال حبس تعزیری و به اتهام «تبلیغ علیه نظام» به هشت ماه حبس تعزیری محکوم کرده‌است. او اعلام کرد قاضی، استوری او علیه اعدام محسن شکاری و را مصداق «تبلیغ علیه نظام» دانسته. این حکم در صورت تأیید شدن، با اعمال ماده ۱۳۴ قانون مجازات اسلامی، پنج سال از حبس برای آنیشا اسداللهی قابل اجرا خواهد بود. در تاریخ ۹ تیر ۱۴۰۲ اعلام شد حکم حبس آنیشا اسداللهی توسط دادگاه تجدید نظر استان تهران عیناً تأیید شد. از این میزان حبس، پنج سال برای این فعال حامی کارگران قابلیت اجرایی دارد. در تاریخ ۱۸ اردیبهشت ۱۴۰۲، آنیشا اسداللهی با قید وثیقه یک میلیارد تومانی از زندان اوین آزاد شد. در تاریخ ۴ مرداد ۱۴۰۲، علی اسداللهی، شاعر و برادر آنیشا اسداللهی، در یک توئیت اعلام کرد که خواهرش برای اجرای حکم ۵ سال و ۶ ماه حبس، که ۵ سال آن قابل اجرا است، به زندان اوین رفته‌است. او همچنین در این پیام نوشت: «[آنیشا] ۳۴ ساله رفت که بر آستان ۴۰ سالگی برگردد.»